# Rigor
Rigor o rigurosidad tiene una serie de significados en relación con la vida y el discurso intelectual. Estas son distintas de las acepciones en ámbitos judiciales y políticos donde se las interpreta como hacer cumplir la ley al pie de la letra, o absolutismo político. En la religión, se dice que puede ser practicada en forma superficial, o practicada con rigor y conformidad con los preceptos.

## Rigor intelectual
La rigurosidad intelectual es el análisis y tratamiento de problemas o temas mediante un proceso que no admite la menor sospecha de doble moral: o sea los principios se aplican en forma uniforme. Este es un test de consistencia, tanto sobre los casos, como sobre los individuos o instituciones (incluyendo el orador, el país del orador etc..). La consistencia en este contexto entra en conflicto con una actitud condescendiente, adaptabilidad, y la necesidad de analizar los precedentes del caso con una cierta dosis de escepticismo.

## Rigor científico
El rigor científico puede ser definido como el rigor intelectual aplicado al control de calidad de la información científica o su validación por el método científico o el sometimiento al análisis de la comunidad científica.
La ciencia requiere que cualquier pretensión de cambiar los paradigmas actuales tienen que pasar a través del método científico, que es restrictivo, con cuidado, muy detallados y exigentes. Solo pasando por todas este rigor es que la evidencia a favor de una hipótesis puede ser aceptada. La hipótesis no se ha afirmado como verdad (la verdad), pero se afirma como no falsa, sobrevive el llamado falsacionismo.
Por ejemplo: Galileo decía que la caída de los cuerpos no mostraban una aceleración y una velocidad proporcional a sus masas (algo ya declarado por Aristóteles), sino que éstas se encontraban en pie de igualdad para todos los cuerpos, independientemente de sus masas. Por lo tanto, este fenómeno se refiere a muchos experimentos científicos que presentaron sus conclusiones a otros pensadores. Del mismo modo, hoy en día, cualquier afirmación científica se publica, después de revisión y de someterse a reproducción de los experimentos y observaciones por parte de otros investigadores, la llamada «revisión por pares».

## Rigor matemático
El rigor o precisión matemática se refiere a la claridad y lógica de las definiciones y demostraciones matemáticas.  El proceder riguroso en matemática impone la necesidad obligatoria de las demostraciones y la observancia del método de deducción sistemática. Representa un medio del que se sirve el quehacer científico matemático y no un fin per se. El supuesto es que, al aplicarse, tiene como consecuencia que los teoremas constituyan verdades universales, de vigencia general y con una consistencia interna que permite afirmar que la matemática es una ciencia exacta.

## Rigor del juego
La rigurosidad del juego,  es una cita de  Charles Lamb sobre whist. La misma significa que la necesidad de pensar en forma precisa y concreta durante un juego de cartas puede servir también de entretenimiento o distracción. Por lo tanto a veces la rigurosidad intelectual es vista como el ejercicio de una habilidad. También puede degenerar en la pedantería, que es la rigurosidad intelectual aplicada sin ningún fin definido, excepto el lucimiento personal. Scholarship define como rigurosidad intelectual aplicada al control de calidad de la información, lo cual implica el uso de un patrón adecuado de precisión, y escepticismo en el sentido de no aceptar ningún axioma basado en un acto de fe.